# Europe XI
Europe XI es un equipo de fútbol formado principalmente por jugadores de la región de la UEFA, pero a veces también por jugadores de otros continentes que juegan en equipos europeos. Europe XI juega contra clubes, equipos nacionales, colectivos de otras confederaciones o contra el World XI, compuesto por jugadores de todos los otros continentes. Debido a esto, ningún consejo de administración en el deporte reconoce oficialmente el equipo y cada versión del equipo no se considera generalmente como una continuación de la otra. Las causas de estos juegos por lo general son los aniversarios, testimonios o partidos para la caridad. Todos los fondos recaudados a partir del juego son donados a buenas causas y a los jugadores, cuerpo técnico y los propietarios del estadio no se les paga por el evento. En los últimos años, estos juegos se han transmitido en vivo por televisión.

## Entrenadores
| - Nereo Rocco - Marcello Lippi - Arsène Wenger - Franz Beckenbauer |  | - José Crahay - Karel Lotsy - Karl Rappan - Vittorio Pozzo |